# Zmarli w kwietniu 2021

## Kwiecień 2021
- 30 kwietnia
  - Eli Broad – amerykański miliarder i filantrop[1]
  - Hans van Baalen – holenderski polityk[2]
  - Stanisław Gawliński – polski fotograf-dokumentalista[3][4]
  - Marcos Giménez – hiszpański fotograf, projektant i producent audiowizualny[5]
  - Kęstutis Glaveckas – litewski polityk, ekonomista[6]
  - Flemming Hansen – duński przedsiębiorca, polityk, minister transportu i energii (2001–2007)[7]
  - Józef Kiedos – polski duchowny rzymskokatolicki, prof. dr hab.[8]
  - Marek Kozak – polski specjalista w zakresie badań nad polityką regionalną i turystyczną, rozwojem regionalnym i zarządzaniem rozwojem, prof. dr hab.[9][10]
  - Jagdish Lad – indyjski kulturysta[11][12]
  - Ray Reyes – portorykański piosenkarz[13]
  - Anthony Payne – angielski kompozytor[14]
  - Azad Rahimov – azerski polityk[15]
  - Ryszard Staszkiewicz – polski żołnierz podziemia niepodległościowego w czasie II wojny światowej oraz powojennego podziemia antykomunistycznego, kawaler orderów[16]
  - Pio Vittorio Vigo – włoski duchowny rzymskokatolicki, arcybiskup ad personam, w latach 2002-2011 biskup Acireale[17]
- 29 kwietnia
  - Mangashti Amirian – irański sztangista[18]
  - Amris – indonezyjski generał i polityk[19]
  - Anne Buydens-Douglas – amerykańska producentka filmowa pochodzenia niemieckiego[20]
  - Mantfobi Dlamini – królowa-regentka Zulusów[21]
  - Zhang Enhua – chiński piłkarz[22]
  - Kazimierz Kord – polski dyrygent[23]
  - Frank McRae – amerykański aktor i zawodowy futbolista[24]
  - Filippo Mondelli – włoski wioślarz[25]
  - Halina Nekanda-Trepka – polska plastyczka[26]
  - Gabriel Rekwirowicz – polski architket[27][28][29]
  - Onésimo Silveira – pisarz, polityk i dyplomata z Republiki Zielonego Przylądka[30]
  - Muhammad ibn Talal – książę jordański z dynastii Haszymidów, generał Jordańskich Sił Zbrojnych[31]
  - Helena Zawistowska – polska pisarka[32]
- 28 kwietnia
  - Józef Bober – polski samorządowiec i działacz państwowy, prezydent Lubina (1977–1981), wicewojewoda legnicki (1981–1989), starosta lubiński (1998–2003)[33]
  - Michael Collins – amerykański astronauta[34]
  - Mieczysław Cybulski – polski fotograf i operator filmowy, żołnierz konspiracji niepodległościowej w czasie II wojny światowej[35]
  - Hussein Faris – izraelski polityk[36]
  - François Fédier – francuski filozof i tłumacz[37]
  - Iryda Grek-Pabisowa – polski językoznawca, prof. dr hab.[38]
  - José de la Paz Herrera – honduraski piłkarz oraz trener[39]
  - Juan Joya Borja – hiszpański aktor i komik działający pod pseudonimem „El Risitas”[40]
  - Bronisław Mraczek – polski działacz konspiracji w czasie II wojny światowej, kawaler orderów[41][42][43]
  - Alina Wolf – polska dziennikarka i publicystka[44]
- 27 kwietnia
  - Gonzalo Aguirre Ramírez – urugwajski polityk, wiceprezydent (1990–1995)[45]
  - Marghoob Banihali – indyjski poeta i pisarz z Kaszmiru[46]
  - Aleksandar Banjac – serbski muzyk i kompozytor[47]
  - Nicholas Cheong Jin-suk – południowokoreański duchowny katolicki, biskup Cheongju (1970–1998), arcybiskup Seulu (1998–2012), kardynał[48]
  - Miroslav Fryčer – czeski hokeista, olimpijczyk, trener i działacz hokejowy[49]
  - Pierce Fulton – amerykański DJ, multiinstrumentalista i producent muzyczny[50][51]
  - Jan Gałecki – polski duchowny katolicki, biskup pomocniczy szczecińsko-kamieński (1974–2007)[52]
  - Aristóbulo Istúriz – wenezuelski polityk, minister edukacji (2018–2021) oraz wiceprezydent Wenezueli (2016–2017)[53]
  - Jerzy Karpacz – polski prawnik, pułkownik Milicji Obywatelskiej, szef Służby Bezpieczeństwa (1989–1990), poseł na Sejm X kadencji (1989–1991)[54]
  - Kakhi Kavsadze – gruziński aktor[55]
  - Ziqiri Mero – albański wojskowy, kontradmirał[56]
  - Al Schmitt – amerykański inżynier dźwięku i producent muzyczny[57]
  - Sławomir Sokół – polski biolog, dr hab.[58]
  - Jarosław Zieliński – polski historyk, varsavianista, pisarz i publicysta, autor lub współautor około 50 książek[59]
- 26 kwietnia
  - Árni Ólafur Ásgeirsson – islandzki reżyser filmowy[60]
  - Manzoor Ahtesham – indyjski pisarz[61]
  - Rashed Al Swaisat – jordański bokser[62]
  - Jesús Fichamba – ekwadorski piosenkarz[63]
  - Kazimierz Gąsiorowski – polski specjalista w zakresie patologii ogólnej i doświadczalnej, prof. dr hab.[64][65]
  - Mieczysław Kunicki – polski trener lekkoatletyki[66][67]
  - Władysław Lewandowski – polski żołnierz w czasie II wojny światowej, bitwy o Monte Cassino, kawaler orderów[68][69]
  - Wasos Lisaridis – cypryjski polityk i lekarz, deputowany, założyciel i przewodniczący EDEK, przewodniczący Izby Reprezentantów (1985–1991)[70]
  - Tamara Press – radziecka lekkoatletka, trzykrotna mistrzyni olimpijska (1960, 1964)[71]
  - Tomasz Sikorski – polski artysta intermedialny, profesor Uniwersytetu Jana Kochanowskiego w Kielcach[72]
  - Tadeusz Zgółka – polski językoznawca, prof. dr hab.[73]
- 25 kwietnia
  - Genebert Basadre – filipiński bokser[74]
  - Denny Freeman – amerykański gitarzysta bluesowy[75]
  - Ivan M. Havel – czeski kognitywista i filozof[76]
  - Désiré Kolingba – środkowoafrykański polityk, syn André Kolingba[77]
  - John Konrads – australijski pływak, mistrz olimpijski (1960)[78]
  - Józef Makal – polski fotoreporter[79]
  - Joseph Maraite – belgijski polityk i samorządowiec[80]
  - Anatolij Salimonienko – rosyjski aktor[81]
- 24 kwietnia
  - Vytautas Bubnys – litewski pisarz, dramaturg, eseista, polityk[82]
  - Philippe Da Silva – francuski mistrz kuchni i restaurator[83]
  - Alber Elbaz – izraelski projektant mody[84]
  - Said Jamaković – bośniacki architekt[85]
  - Silvio Lega – włoski polityk, deputowany krajowy, poseł do Parlamentu Europejskiego I kadencji (1979–1984)[86]
  - Christa Ludwig – niemiecka śpiewaczka, mezzosopran[87]
  - Andrzej Kaczmarek – polski siatkarz i trener siatkarski[88]
  - Shunsuke Kikuchi – japoński kompozytor[89]
  - Maciej Mikołajczyk – polski gitarzysta basowy i autor tekstów piosenek, członek zespołu Cela nr 3[90]
  - Tadeusz Nadzieja – polski matematyk, prof. dr hab.[91]
  - Miloš Šobajić – serbski malarz i rzeźbiarz[92]
  - Adam Smorawiński – polski kierowca rajdowy[93]
  - József Soproni – węgierski kompozytor[94]
  - Zbigniew Ziembolewski – polski dziennikarz i publocysta, kawaler orderów[95]
- 23 kwietnia
  - Abderrahmane Benkhalfa – algierski ekonomista, minister finansów (2015–2016)[96]
  - Kuba Ka – polsko-amerykański celebryta, aktor, muzyk i artysta estradowy[97]
  - Dan Kaminsky – amerykański informatyk, specjalista ds. cyberbezpieczeństwa[98]
  - Marcin Król – polski aktor i reżyser[99]
  - Mario Meoni – argentyński polityk, minister transportu (2019–2021)[100]
  - Milva – włoska piosenkarka i aktorka[101]
  - Amit Mistry – indyjski aktor[102]
  - Peter Mombaur – niemiecki polityk i prawnik, poseł do Parlamentu Europejskiego IV i V kadencji (1994–2004)[103]
  - Stefan Owczarek – polski aktor, reżyser i działacz społeczny, założyciel Teatru Naumionego[104]
  - Andrzej Pettyn – polski dziennikarz i pedagog[105]
  - Yves Rénier – francuski aktor i reżyser[106]
  - Jerzy Szczotka – polski samorządowiec i działacz polityczny[107]
  - Victor Wood – filipiński aktor, reżyser i scenarzysta[108]
- 22 kwietnia
  - Rik Andries – belgijski aktor[109]
  - Myraida Chaves – portorykańska aktorka[110]
  - Terrence Clarke – amerykański koszykarz[111]
  - Selma Gürbüz – turecka malarka i rzeźbiarka[112]
  - Charles Fries – amerykański producent filmowy[113]
  - Mirosław Handke – polski chemik i polityk, minister edukacji (1997–2000)[114]
  - Zofia Hołub – polska uczestniczka II wojny światowej uhonorowana tytułem Sprawiedliwy wśród Narodów Świata[115]
  - Krystyna Łyczywek – polska romanistka, tłumaczka, dziennikarka, fotografka[116]
  - Shock G – amerykański raper i muzyk[117]
  - Anthony Thwaite – angielski poeta[118]
  - Siergiej Waricki – rosyjski reżyser filmowy[119]
  - Stanisław Maciej Zawadzki – polski ekonomista, prof. dr hab.[120][121]
- 21 kwietnia
  - Urs Bitterli – szwajcarski historyk[122]
  - Håkon Brusveen – norweski biegacz narciarski, mistrz olimpijski (1960)[123]
  - Gilbert Clain – francuski rzeźbiarz[124]
  - Myriam Colombi – francuska aktorka i reżyserka[125]
  - Damjan Diklić – serbski aktor[126]
  - Marc Ferro – francuski historyk[127]
  - Thomas Fritsch – niemiecki aktor[128]
  - Shankha Ghosh – indyjski poeta i krytyk literacki[129]
  - Alfredo Graciani – argentyński piłkarz[130]
  - Hasan Halili – albański polityk, minister rolnictwa (1992–1997)[131]
  - Aleksandra Karzyńska – polska aktorka[132]
  - Marian Kosiński – polski piłkarz[133]
  - Segismundo Martínez Álvarez – hiszpański duchowny rzymskokatolicki, biskup Corumbá (2005–2018)[134]
  - Henry Mouton – waloński polityk i samorządowiec[135]
  - Antonio Palang – filipiński duchowny rzymskokatolicki, biskup, wikariusz apostolski San Jose in Mindoro (2002–2018)[136]
  - Wojciech Ziemba – polski duchowny rzymskokatolicki, arcybiskup senior archidiecezji warmińskiej[137]
- 20 kwietnia
  - Idriss Déby – czadyjski polityk i wojskowy, prezydent Czadu (1990–2021)[138]
  - Monte Hellman – amerykański reżyser, scenarzysta, montażysta i producent filmowy[139]
  - Willi Herren – niemiecki aktor i osobowość telewizyjna[140]
  - Roman Hływa – polski piłkarz i trener piłkarski[141]
  - Maksymilian Kasprzak – polski uczestnik II wojny światowej, kawaler orderów[142]
  - Wiesława Mazurkiewicz – polska aktorka[143]
  - Les McKeown – szkocki piosenkarz, wokalista zespołu Bay City Rollers[144]
  - Ana Lúcia Menezes – brazylijska aktorka[145]
  - Zbysław Raczkiewicz – polski działacz konspiracji niepodległościowej w czasie II wojny światowej, działacz społeczny, kawaler orderów[146]
  - Listianto Raharjo – indonezyjski piłkarz, reprezentant kraju[147]
  - Zurab Rtveliashvili – gruziński poeta[148]
  - Andrzej Rusek – polski gitarzysta basowy[149][150]
  - Aleksander Sopliński – polski lekarz, samorządowiec, polityk, poseł na Sejm RP[151]
  - Janina Suchorzewska – polski anestezjolog, prof. dr n.med., uczestniczka powstania warszawskiego[152]
  - Alfred Teinitzer – austriacki piłkarz[153]
  - Ryszard Wojda – polski zootechnik, specjalista rybactwa śródlądowego, prof. Szkoły Głównej Gospodarstwa Wiejskiego[154][155]
- 19 kwietnia
  - Elsa Anca-Barbuş – rumuńska działaczka antykomunistyczna i niepodległościowa, ofiara represji komunistycznych[156]
  - Monica Bandini – włoska kolarka szosowa, mistrzyni świata (1988)[157]
  - Andrzej Białynicki-Birula – polski matematyk, prof. zw. dr hab. czł. rzecz. PAN[158]
  - Emil Biela – polski pisarz i poeta[159]
  - Stanisław Bieszczad – polski specjalista inżynierii i ochrony roślin, prof. dr hab.[160]
  - Rudolf Burger – austriacki filozof[161].
  - Emília Došeková – słowacka aktorka[162]
  - Roman Jankowski – polski neurochirurg, prof. dr hab.[163]
  - Inga-Britt Johansson – szwedzka polityk i samorządowiec, deputowana krajowa i europejska[164]
  - Willy van der Kuijlen – holenderski piłkarz[165]
  - Sven Lager – niemiecki pisarz[166]
  - Wiera Łantratowa – radziecka siatkarka, mistrzyni olimpijska (1968)[167]
  - Walter Mondale – amerykański polityk, senator, 42. wiceprezydent Stanów Zjednoczonych (1977–1981)[168]
  - Zbigniew Mrowiec – polski specjalista w zakresie rynku kapitałowego[169][170]
  - Regina Pawłowska – polska językoznawczyni, prof. dr hab.[171]
  - Birgitte Reimer – duńska aktorka[172]
  - Jim Steinman – amerykański kompozytor muzyki rozrywkowej, producent muzyczny[173]
  - Wiktor Szuwałow – rosyjski hokeista[174]
  - G. Venkatasubbiah – indyjski pisarz i językoznawca[175]
  - Kęstutis Vitkus – litewski chirurg[176][177]
- 18 kwietnia
  - Naïma Ababsa – algierska piosenkarka[178]
  - Stefan Bratkowski – polski prawnik, dziennikarz, publicysta i pisarz[179]
  - Luigi Covatta – włoski dziennikarz i polityk[180]
  - Józef Haza – polski więzień niemieckich obozów koncentracyjnych w czasie II wojny światowej, kawaler orderów[181][182]
  - Stanisław Janiec – polski działacz sportu osób niesłyszących, kawaler orderów[183][184]
  - Frank Judd – brytyjski polityk, minister stanu ds. zagranicznych i Wspólnoty Narodów (1977–1979)[185]
  - Marek Konecki – polski fizykochemik, specjalista z zakresu podstaw rozwoju pożarów, taternik, rysownik satyryczny, autor wierszy i aforyzmów[186]
  - Jan Leszkiewicz – polski geograf, prekursor wykorzystania komputerów i metod cyfrowych w geografii[187]
  - Krzysztof Liedel – polski prawnik, specjalista w zakresie terroryzmu międzynarodowego i jego zwalczania, doktor nauk wojskowych[188]
  - Albert Papilaya – indonezyjski bokser[189]
  - Danuta Piontek – polska przedsiębiorczyni[190]
  - Anthony Powell – brytyjski kostiumograf filmowy i teatralny[191]
  - Zbigniew Pusłowski – polski działacz konspiracji niepodległościowej w czasie II wojny światowej, wiceprezes ŚZŻAK[192][193]
  - Zdeněk Růžička – czeski gimnastyk, medalista olimpijski (1948)[194]
  - Lucas Sirkar – indyjski duchowny katolicki, biskup Krisznagaru (1984–2000), arcybiskup Kalkuty (2002–2012)[195]
  - Tremaine Stewart – jamajski piłkarz[196]
  - Bruno Zajec – chorwacki hokeista[197]
- 17 kwietnia
  - Black Rob – amerykański raper[198]
  - Władimir Czurkin – rosyjski piłkarz i trener[199]
  - Gianni Colajemma – włoski aktor i reżyser[200]
  - Hester Ford – amerykańska superstulatka, w momencie poprzedzającym śmierć najstarsza żyjąca Amerykanka[201]
  - Ferejdun Ghanbari – irański zapaśnik[202]
  - Paul Helminger – luksemburski prawnik, samorządowiec, dyplomata, polityk, burmistrz Luksemburga (1999–2011)[203]
  - Julian Jarząb – polski muzyk ludowy, harmonista[204]
  - Wołodymyr Jaworiwski – ukraiński pisarz i polityk[205]
  - Sebastian Koto Khoarai – lesotyjski duchowny katolicki, biskup Mohale’s Hoek (1977–2014), kardynał[206]
  - Justin Malewezi – malawijski polityk, wiceprezydent (1994–2004)[207]
  - Gert Metz – niemiecki lekkoatleta, sprinter[208]
  - Michael Oswald – angielski menedżer wyścigów konnych, doradca królowej Elżbiety II[209]
  - Kabori Sarwar – bengalska aktorka[210]
  - Krzysztof Tchoń – polski specjalista w zakresie robotyki i automatyki, prof. dr hab. inż.[211]
  - Roman Tubaja – polski historyk sztuki, etnograf i muzealnik, dyrektor Muzeum Etnograficznego im. Marii Znamierowskiej-Prüfferowej w Toruniu[212]
- 16 kwietnia
  - Mirza Azizov – uzbecki aktor, dyrektor Państwowego Teatru Muzycznego[213]
  - Władysław Basista – polski duchowny rzymskokatolicki, pedagog, filolog, logopeda[214]
  - Nader Dastneshan – irański piłkarz i trener[215]
  - John Dawes – walijski rugbysta[216]
  - Charles Geschke – amerykański informatyk, współzałożyciel firmy Adobe Systems[217]
  - Grażyna Leja – polska polityk, przedsiębiorca i urzędniczka państwowa, podsekretarz stanu w Ministerstwie Sportu i Turystyki[218]
  - Jerzy Marlewski – polski działacz katolicki i dziennikarz[219]
  - Helen McCrory – brytyjska aktorka[220]
  - Dušan Milanković – serbski bokser i trener[221]
  - Mike Mitchell – amerykański gitarzysta i wokalista, członek zespołu The Kingsmen[222][223]
  - Siergiej Nowikow – radziecki judoka, mistrz olimpijski (1976)[224]
  - Abu Bakar Omar – malajski aktor[225]
  - Andrew Peacock – australijski prawnik, polityk, minister[226]
  - Eldar Quliyev – azerski reżyser i scenarzysta[227]
  - Éric Raoult – francuski samorządowiec, polityk, minister[228]
  - Stefan Sarna – polski inżynier, redaktor naczelny prasy specjalistycznej[229]
  - Felix Silla – amerykański aktor pochodzenia włoskiego[230]
  - Stanisław Święch – polski duchowny rzymskokatolicki, misjonarz, Honorowy Obywatel Bobowej[231]
  - Mari Törőcsik – węgierska aktorka[232]
  - Marek Zieliński – polski inżynier elektronik, profesor nauk technicznych[233]
  - Andrzej Żak – polski pisarz i poeta[234]
  - Barbara Żmudzka – polski biochemik i radiolog, doc. dr hab.[235]
- 15 kwietnia
  - Lucyna Andrzejewska – polski ekolog, prof. dr hab.[236]
  - Józef Bielawski – polski biolog, prof. dr hab.[237]
  - Patricio Castillo – meksykański aktor[238]
  - Marek Dyka – polski działacz opozycji w okresie PRL, kawaler orderów[239][240]
  - Stanisław Gorzkowicz – polski dziennikarz[241][242]
  - Goce Gruewski – macedoński piłkarz[243]
  - Walter Kaufmann – niemiecki pisarz, pochodzenia żydowskiego[244]
  - Barby Kelly – irlandzka piosenkarka, członkini zespołu The Kelly Family[245]
  - Joanna Pasztaleniec-Jarzyńska – polska bibliotekarka, prezes Stowarzyszenia Bibliotekarzy Polskich (2017–2021)[246][247][248]
  - Jerzy Winkler – polski malarz i ceramik[249]
  - Mieczysław Arkadiusz Woźniak – polski architekt, działacz społeczny i państwowy, wicewojewoda kaliski (1982–1990)[250][251][252]
  - Gojko Vučinić – czarnogórski trener, trener reprezentacji Czarnogóry w piłce ręcznej[253]
  - Jerzy Zawadzki – polski chemik, prof. dr hab.[254]
- 14 kwietnia
  - Yıldırım Akbulut – turecki prawnik, polityk, premier Turcji (1989–1991)[255]
  - Miroslav Anđelković – serbski malarz[256]
  - Romāns Bezzubovs – łotewski piłkarz i agent[257]
  - Włodzimierz Charatonik – polski matematyk[258][259][260]
  - Dobrosława Ciborska – polska działaczka konspiracji niepodległościowej w czasie II wojny światowej, dama orderów[261][262]
  - Dionizy – duchowny prawosławnego Patriarchatu Konstantynopola, biskup[263]
  - Mevludin Ekmečić – bośniacki malarz[264]
  - Alexander Katz – niemiecki muzyk jazzowy[265]
  - Robert Gałązka – polski fizyk, prof. dr hab.[266]
  - Jakub Kloc-Konkołowicz – polski filozof, dr hab.[267]
  - Michel Louvain – kanadyjski piosenkarz[268]
  - Bernard Madoff – amerykański finansista, twórca piramidy finansowej znanej jako Piramida Madoffa[269]
  - Oleg Marusiew – rosyjski aktor, reżyser i osobowość telewizyjna[270]
  - Marcelo Angiolo Melani – włoski duchowny rzymskokatolicki, biskup Neuquén (2002–2011)[271]
  - Grzegorz Olech – polski piłkarz i trener[272]
  - Henryk Orzyszek – polski organista, pedagog i publicysta, autor książek[273][274]
  - Tati Penna – chilijska piosenkarka i dziennikarka, osobowość telewizyjna[275]
  - Jan Petykiewicz – polski fizyk, prof. dr hab.[276]
  - Stanisław Senft – polski historyk, dr hab.[277]
  - Andrzej Świątoniowski – polski specjalista budowy i eksploatacji maszyn, prof. dr hab. inż.[278]
  - Barbara Tomicka-Nowakowska – polska działaczka antykomunistyczna, Honorowa Obywatelka Katowic[279][280]
  - Ewa Wawrzoń – polska aktorka[281]
  - Rusty Young – amerykański muzyk rockowy, członek zespołu Poco[282]
- 13 kwietnia
  - Farid Ahmed – bengalski kompozytor i reżyser[283]
  - Wasilij Aleksandrow – rosyjski aktor[284]
  - Patricio Alo – filipiński duchowny katolicki, biskup Mati (1984–2014)[285]
  - Oldemiro Balói – mozambicki polityk, minister spraw zagranicznych (2008–2017)[286]
  - Wasilij Gołowanow – rosyjski pisarz i dziennikarz[287]
  - Bobby Leonard – amerykański koszykarz, trener koszykarski oraz sprawozdawca sportowy, członek Koszykarskiej Galerii Sław im. Jamesa Naismitha[288]
  - Eleonora Łosiewicz – polska superstulatka[289]
  - Borys Mirus – ukraiński aktor[290]
  - Jaime Mota de Farias – brazylijski duchowny katolicki, biskup Alagoinhas (1986–2002)[291]
  - Bernard Noël – francuski poeta i pisarz[292]
  - Jewgienij Tilicziejew – rosyjski aktor i śpiewak operetkowy[293]
  - Igor Żełtouchow – rosyjski aktor[294]
- 12 kwietnia
  - Colin Baker – walijski piłkarz[295]
  - Serafima Cholina – rosyjska aktorka[296]
  - Blanka Danilewicz – polska dziennikarka, reporter telewizyjny, filmowiec[297][298]
  - Jan Gadalski – polski działacz konspiracji niepodległościowej w czasie II wojny światowej, kawaler orderów[299]
  - Peter Goy – brytyjski piłkarz[300]
  - Ewa Kluczkowska – polska dziennikarka[301]
  - Franz Pöhacker – austriacki rzeźbiarz[302]
  - Konrad Schön – niemiecki polityk i prawnik, eurodeputowany I i II kadencji[303]
  - András Serfőző – węgierski polityk[304]
  - Pedro Soares Martínez – portugalski prawnik i polityk, minister zdrowia (1962–1963)[305]
  - Jan Subocz – polski specjalista w dziedzinie inżynierii wysokonapięciowej i materiałowej, prof. dr hab. inż.[306]
  - Artur Tomala – polski samorządowiec, burmistrz Gorzowa Śląskiego (2002–2021)[307][308]
  - Shirley Williams – brytyjska polityk, minister edukacji i nauki (1976–1979)[309]
- 11 kwietnia
  - Guillermo Berrío – kolumbijski piłkarz i trener[310]
  - Matthias Biskupek – niemiecki pisarz[311]
  - Tulio Manuel Chirivella Varela – wenezuelski duchowny rzymskokatolicki, arcybiskup Barquisimeto (1982–2007)[312]
  - Massimo Cuttitta – włoski rugbysta i trener[313]
  - Franciszek Garszczyński – polski fizyk, nauczyciel i wykładowca akademicki, kawaler Orderu Uśmiechu[314][315]
  - Mita Haque – bengalska piosenkarka[316]
  - Füzuli Javadov – azerski piłkarz[317]
  - Satish Kaul – indyjski aktor[318]
  - Staņislavs Lugailo – łotewski siatkarz[319]
  - Mirosław Nowak – polski duchowny rzymskokatolicki i historyk sztuki, ks. dr, dyrektor Muzeum Archidiecezji Warszawskiej[320][321]
  - Justo Jorge Padrón – hiszpański eseista, poeta, tłumacz[322]
  - Zoran Simjanović – serbski kompozytor[323]
  - Joseph Siravo – amerykański aktor[324]
  - Wiesław Skrzydło – polski prawnik, konstytucjonalista, prof. zw. dr hab.[325]
  - Paweł Skupin – polski trener lekkoatletyki[326][327]
  - Jerzy Zacharko – polski działacz opozycji w okresie PRL, samorządowiec, kawaler orderów[328]
- 10 kwietnia
  - Mehtap Ar – turecka aktorka[329]
  - Félix del Blanco Prieto – hiszpański duchowny katolicki, arcybiskup, jałmużnik papieski[330]
  - Edward Cassidy – australijski duchowny katolicki, dyplomata watykański, wysoki urzędnik Kurii Rzymskiej, kardynał[331]
  - Rossana Di Bello – włoska polityk, burmistrz Tarentu (2000–2006)[332]
  - Fred Erdman – belgijski i flamandzki polityk, prawnik oraz samorządowiec, parlamentarzysta, a w latach 1998–1999 przewodniczący Partii Socjalistycznej[333]
  - Vito Fabris – włoski koszykarz[334]
  - Romain Finke – niemiecki malarz[335]
  - Zoltan Lošonc – serbski gitarzysta[336]
  - Édouard Maunick – mauretański poeta i dyplomata[337]
  - Zygmunt Sabatowski – polski działacz opozycji w okresie PRL i drukarz tzw. prasy drugiego obiegu, kawaler orderów[338]
  - Tomás Yerro – hiszpański pisarz i krytyk literacki[339]
- 9 kwietnia
  - Daniel Benitez – wenezuelski piłkarz[340]
  - DMX – amerykański raper, aktor, kompozytor i producent filmowy[341]
  - Filip, książę Edynburga – książę Zjednoczonego Królestwa, książę małżonek Elżbiety II[342]
  - Rudolf Furmanow – rosyjski aktor i reżyser[343]
  - Ian Gibson – brytyjski polityk[344]
  - Władysław Klimczak – polski historyk i ekonomista, muzealnik, założyciel i dyrektor Muzeum Fotografii w Krakowie[345]
  - June Newton – australijska modelka, aktorka i fotografka[346][347]
  - Dahuku Péré – togijski polityk, przewodniczący Zgromadzenia Narodowego (1994–1999)[348]
  - Konstantin Prowałow – rosyjski dyplomata, ambasador w Estonii (2000–2006)[349]
  - Judith Reisman – amerykańska pisarka, badaczka w dziedzinie edukacji seksualnej i mediów[350]
  - Helímenas Rojo Paredes – wenezuelski duchowny katolicki, arcybiskup Calabozo (1980–2001)[351]
  - Trinity wł. Wade Brammer – jamajski producent muzyczny i DJ reggae[352]
  - Jarosław Waszak – polski hokeista[353][354]
- 8 kwietnia
  - Sagrario Aranburu – hiszpańska piosenkarka i tancerka[355]
  - Stanisław Bartos – polski działacz partyjny i państwowy, wicewojewoda skierniewicki (1980–1987)[356]
  - Filomena Bykowska – polska poetka[357]
  - Urszula Brzozowska-Strzałecka – polska malarka[358][359][360]
  - Wasyl Czekurin – ukraiński informatyk pracujący w Polsce, prof. dr hab.[361][362]
  - Paweł Czajor – polski aktor i reżyser filmowy[363]
  - Jovan Divjak – bośniacki generał, dowódca obrony Sarajewa w czasie wojny w Bośni i Hercegowinie[364][365][366]
  - Marian Dróżdż – polski specjalista w zakresie analityki lekarskiej, prof. dr hab. n. med.[367]
  - Stanisław Dziedzic – polski historyk literatury, kulturoznawca, publicysta[368]
  - Isla Eckinger – szwajcarski muzyk jazzowy[369]
  - Ekkehard Fasser – szwajcarski bobsleista, mistrz olimpijski (1988)[370]
  - Doug Holden – angielski piłkarz[371]
  - Ton van den Hurk – holenderski piłkarz[372]
  - Diána Igaly – węgierska strzelczyni sportowa, mistrzyni olimpijska (2004)[373]
  - Ismael Ivo – brazylijski tancerz i choreograf[374]
  - Antal Kiss – węgierski lekkoatleta, wicemistrz olimpijski z 1968[375]
  - Barbara Klimek – polska farmaceutka, prof. nadzw. dr hab. n. farm.[376]
  - Czesława Lipecka – polski zootechnik, prof. dr hab.[377]
  - César Ramón Ortega Herrera – wenezuelski duchowny katolicki, biskup Margarity (1983–1997) i Barcelony (1998–2014)[378]
  - Michele Pasinato – włoski siatkarz, mistrz świata (1998)[379]
  - Richard Rush – amerykański reżyser filmowy[380]
  - Horst Trimhold – niemiecki piłkarz[381]
- 7 kwietnia
  - Farid Alakbarli – azerbejdżański profesor historii[382]
  - Ina Marija Bartaitė – litewska aktorka[383]
  - Antonio Calpe – hiszpański piłkarz i trener[384]
  - Lucyna Falkowska – polski oceanograf, prof. dr hab.[385]
  - Jerzy Edward Fiett – polski taternik, wioślarz, współtwórca pierwszego polskiego komputera XYZ[386]
  - Wiesław Gogół – polski specjalista w zakresie heliotechniki i podstawowych procesów wymiany ciepła, prof. dr inż.[387]
  - James Hampton – amerykański aktor i reżyser[388]
  - Anton Holič – czechosłowacki kulturysta[389]
  - Jerzy Kaczmarek – polski socjolog, doktor habilitowany nauk społecznych, poeta i tłumacz[390]
  - Leszek Kołacz – polski architekt i działacz społeczny, uczestnik powstania warszawskiego[391][392]
  - Cecylia Korban – polska poetka i twórczyni ludowa[393]
  - Wiktor Kuriencow – radziecki sztangista, mistrz olimpijski (1968)[394]
  - Olga Paszkowa – rosyjska aktorka[395]
  - Colette Privat – francuski polityk[396]
  - Maria Skąpska – polska reżyserka filmowa i telewizyjna[397]
  - Paweł Stomma – polski muzyk bluesowy, wokalista, gitarzysta, kompozytor i autor tekstów, członek zespołu Breakmaszyna[398]
  - Grigorij Szewczenko – rosyjski pisarz[399]
  - Edward Włodarczyk – polski historyk, rektor Uniwersytetu Szczecińskiego[400]
- 6 kwietnia
  - Boris Bechet – mołdawski aktor[401]
  - Midwin Charles – haitańsko-amerykańska adwokatka, komentatorka i osobowość telewizyjna[402][403]
  - Józef Dzikowski – polski działacz środowisk sybirackich, autor publikacji[404][405][406]
  - Wojciech Hanc – polski duchowny katolicki, teolog[407]
  - Alcee Lamar Hastings – amerykański polityk i sędzia[408]
  - Laurids Hölscher – niemiecki dyplomata[409]
  - Grischa Huber – niemiecka aktorka[410]
  - Cezaria Jargas – polska zakonnica rzymskokatolicka, przełożona generalna Zgromadzenia Sióstr Kanoniczek Ducha Świętego de Saxia w (1990–2002)[411]
  - Dobiesław Jędrzejczyk – polski geograf, dr hab.[412]
  - Juliusz Joniak – polski malarz, grafik i pedagog[413]
  - Roman Kessler – izraelski adwokat i autor książki wspomnieniowej pochodzenia polsko-żydowskiego[414][415]
  - Józef Korta – polski nauczyciel, Honorowy Obywatel Nowego Wiśnicza, kawaler orderów[416]
  - Hans Küng – szwajcarski teolog i duchowny rzymskokatolicki[417]
  - Vesna Ljubić – jugosłowiańska reżyserka filmowa[418]
  - Julen Madariaga – baskijski prawnik i działacz nacjonalistyczny, jeden z założycieli ETA[419]
  - Alfred Maluma – tanzański duchowny katolicki, biskup diecezjalny Njombe[420]
  - Janusz Marzec – polski filmowiec, kierownik produkcji[421]
  - Krystyna Milczarek – polska poetka[422]
  - Arcadi Oliveres – hiszpański ekonomista i działacz społeczny[423]
  - Walter Olkewicz – amerykański aktor[424]
  - Janusz Osuchowski – polski prawnik i politolog, dr hab.[425][426]
  - Jan Purwiński – polski duchowny katolicki, biskup[427]
  - Kazimierz Rykaluk – polski specjalista w zakresie budownictwa i konstrukcji metalowych, prof. dr hab. inż.[428]
  - Grażyna Rzymkowska – polska regionalistka i muzealniczka, dyrektor Muzeum-Zamku w Oporowie (1961–2006)[429]
  - Zsófia Tallér – węgierska kompozytorka[430]
  - Maj Britt Theorin – szwedzka polityk i działaczka społeczna, posłanka do Riksdagu, eurodeputowana IV i V kadencji (1995–2004)[431]
  - Adam Trochimiuk – polski fotograf[432][433][434]
  - Anna Wasilewska – polska pedagog, samorządowiec, polityk, poseł na Sejm RP[435]
  - Jack Veneno – dominikański zapaśnik i polityk[436]
  - Predrag Živković – serbski piosenkarz i aktor[437]
- 5 kwietnia
  - Marcin Błażewicz – polski kompozytor i muzyk[438]
  - Jerzy Bozik – polski malarz, uczestnik konspiracji niepodległościowej w czasie II wojny światowej, działacz kombatancki[439][440]
  - Mieczysław Bruszewski – polski uczestnik konspiracji niepodległościowej w czasie II wojny światowej, powstaniec warszawski, Honorowy Obywatel Łomży[441][442]
  - Veronica Dunne – irlandzka śpiewaczka operowa, sopran[443]
  - Aleksander Giertler – polski działacz turystyczny, kawaler orderów[444]
  - Haja El Hamdaouia – marokańska piosenkarka[445]
  - Jolanta Horodecka-Wieczorek – polska pisarka[446]
  - Krzysztof Krawczyk – polski piosenkarz, gitarzysta i kompozytor[447]
  - Bożena Krawiecka – polski chemik, dr hab. inż.[448][449]
  - Paulino Lukudu Loro – południowosudański duchowny katolicki, arcybiskup Dżuby (1983–2019)[450]
  - Jerzy Łaz – polski samorządowiec i inżynier, burmistrz gminy Czermin (1990–2006), kawaler orderów[451]
  - Izz al-Din Manasirah – palestyński poeta i krytyk literacki[452]
  - Paul Ritter – brytyjski aktor filmowy i teatralny[453]
  - Danuta Schetyna – polska nauczycielka i żołnierz Armii Krajowej, dama Orderu Krzyża Niepodległości, matka Grzegorza Schetyny[454][455][456]
  - Andrzej Szpak – polski dziennikarz, fotoreporter[457]
  - Kazimierz Leon Szymański – polski działacz powojennego podziemia antykomunistycznego, więzień polityczny, kawaler orderów[458]
- 4 kwietnia
  - Jens-Peter Bonde – duński polityk, eurodeputowany[459]
  - Christian Debias – francuski kierowca wyścigowy[460]
  - Cheryl Gillan – brytyjska polityk Partii Konserwatywnej, minister ds. Walii (2010–2012)[461]
  - Maciej Gryczmański – polski specjalista w zakresie budownictwa, prof. dr hab. inż.[462]
  - Wiktorija Kowalczuk – ukraińska malarka, pisarka i ilustratorka[463]
  - Wolfgang Elisabeth Krumbein – niemiecki mikrobiolog[464]
  - Jan Majewski – polski geograf i historyk, regionalista, wykładowca akademicki, działacz konspiracji w czasie II wojny światowej[465]
  - Zygmunt Malanowicz – polski aktor[466]
  - Robert Mundell – kanadyjski ekonomista, laureat Nagrody Banku Szwecji im. Alfreda Nobla w dziedzinie ekonomii (1999)[467]
  - Tadeusz Pałka – polski reżyser i producent filmowy, wykładowca akademicki[468][469]
  - Antonina Sârbu – mołdawska pisarka i dziennikarka[470]
  - Roland Thöni – włoski narciarz alpejski, brązowy medalista igrzysk olimpijskich (1972)[471]
  - Wiesław Wójcik – polski aktor[472]
- 3 kwietnia
  - Takashi Azuma – japoński mistrz sztuk walki, założyciel Kūdō[473]
  - Lois de Banzie – szkocka aktorka[474]
  - Danuta Budniak – polska filolożka, dr hab.[475][476]
  - Guram Doczanaszwili  – gruziński pisarz, archeolog i etnograf[477]
  - Andrzej Karaczun – polski dziennikarz motoryzacyjny[478]
  - Cyprian Kizito Lwanga – ugandyjski duchowny katolicki, arcybiskup Kampali[479]
  - Janusz Krawczyk – polski saneczkarz[480]
  - Wacław Martyniak – polski działacz opozycji w okresie PRL[481]
  - Chepina Peralta – meksykańska kuchmistrzyni i osobowość telewizyjna[482]
  - Witold Przymuszała – polski artysta fotograf, prof. dr hab.[483]
  - Vera Squarcialupi – włoska polityk i dziennikarka, senator, posłanka do Parlamentu Europejskiego I i II kadencji (1979–1989)[103]
  - Christian Wiyghan Tumi – kameruński duchowny rzymskokatolicki, kardynał[484]
  - Kazimierz Wiencek – polski dyrygent[485]
  - Carla Zampatti – australijska projektantka mody[486]
- 2 kwietnia
  - Walentin Afonin – rosyjski piłkarz i trener piłkarski[487]
  - Wacław Butowski – polski żołnierz, uczestnik II wojny światowej, major WP w stanie spoczynku, kawaler orderów[488][489]
  - Marek Czekalski – polski polityk, samorządowiec, inżynier włókiennik, prezydent Łodzi (1994–1998)[490]
  - B.B. Dickerson – amerykański basista i wokalista, członek zespołu War[491]
  - Jacek Gomólski – polski żużlowiec[492]
  - Andrzej Huczko – polski chemik, prof. dr hab. inż.[493]
  - Wiesław Jamrożek – polski pedagog, prof. dr hab. rektor Łużyckiej Szkoły Wyższej im. Jana Benedykta Solfy w Żarach[494]
  - Marek Jurkowicz – polski dziennikarz[495]
  - Gabi Luncă – rumuńska piosenkarka[496]
  - Ryszard Łuczak – polski trener piłki wodnej[497]
  - Jean Nicod – francuski geograf i geomorfolog, badacz zjawisk krasowych i geomorfologii regionu śródziemnomorskiego[498][499]
  - Nelu Ploieşteanu – rumuński piosenkarz i skrzypek, pochodzenia romskiego[500]
  - Tünde Szabó – węgierska aktorka[501]
- 1 kwietnia
  - Lee Aaker – amerykański aktor dziecięcy[502][503]
  - Isamu Akasaki – japoński fizyk, laureat Nagrody Nobla (2014)[504]
  - Jorge Chiarella Krüger – peruwiański aktor i reżyser[505]
  - Antoni Chrościelewski – polski żołnierz w czasie II wojny światowej, uczestnik bitwy o Monte Cassino, kawaler orderów[506]
  - Krystyna Gil – polska działaczka społeczna pochodzenia romskiego, jedna z niewielu osób, które przeżyła masakrę w Szczurowej[507][508][509]
  - Jerzy Adam Hortyński – polski specjalista w zakresie ogrodnictwa, prof. dr hab.[510]
  - Rayappu Joseph – lankijski duchowny rzymskokatolicki, biskup Mannar (1992–2016)[511]
  - Patrick Juvet – szwajcarski model, piosenkarz i kompozytor[512]
  - Iwona L. Konieczna – polska dziennikarka i autorka książek[513]
  - Stanisław Maksymowicz – polski pilot samolotowy, akrobacyjny, szybowcowy, spadochroniarz i lotniarz[514]
  - Józef Pawliczek – polski duchowny rzymskokatolicki, ksiądz infułat, wikariusz generalny archidiecezji lwowskiej, kawaler orderów[515]
  - Wojciech Pietrzak – polski fotograf[516]
  - Hugo Portisch – austriacki pisarz i dziennikarz[517]
  - Zoran Simonović – serbski aktor[518]
  - Zofia Wilma – polska śpiewaczka operowa[519][520][521][522]
  - Zygmunt Wirpsza – polski chemik, prof. dr hab. inż.[523][524]
  - Divo Zadi – włoski duchowny rzymskokatolicki, biskup Civita Castellana (1989–2007)[525]
  - Jurij Żarkow – rosyjski malarz[526]

- data dzienna nieznana
  - Leon Foksiński – polski więzień niemieckich obozów koncentracyjnych w czasie II wojny światowej, Honorowy Obywatel Głuchołaz[527][528]
  - Maciej Głowaczewski – polski fotograf[529][530]
  - Marek Ilnicki – polski specjalista w zakresie obronności, prof. dr hab.[531][532][533]
  - Anna Kanicka – polska projektantka[534][535]
  - Wiktor Kudriawcew – rosyjski fizyk oskarżony o szpiegostwo na rzecz NATO[536]
  - Anita Lane – australijska piosenkarka i autorka tekstów, członkini zespołu Nick Cave and the Bad Seeds[537]